# Arremon aurantiirostris
El pinzón piquinaranja, rascadorcito piquinaranja o cerquero piquinaranja (Arremon aurantiirostris) es una especie de ave paseriforme de la familia Passerellidae que puebla las selvas neotropicales desde México hasta el norte de Perú.

## Descripción
Los individuos adultos alcanzan una longitud de entre 14.5 y 16.5. No hay dimorfismo sexual aparente. Sus características son inconfundibles: el pico es naranja brillante, la cabeza negra, con línea supraocular blanca y gruesa. En la parte media de la corona hay una línea gris poco evidente. La garganta y la parte frontal del cuello son blancos, mientras que los lados del cuello y la nuca son grises. En el pecho hay una característica banda negra 
muy gruesa. El vientre es blanco con los flancos grisáceos. Las partes dorsales (espalda, alas y cola) son de color oliváceo oscuro, con una mancha amarilla —no siempre evidente— en el hombro.
Los individuos juveniles tienen el pico oscuro y todo el plumaje es oliváceo oscuro, con la garganta más clara.
En todos los casos, las patas son de color carne.

## Hábitat
Habita en bosques tropicales húmedos, bastante densos, o en zonas de crecimiento secundario adyacentes, generalmente en zonas bajas, aunque en Costa Rica puede alcanzar los 1 200 m snm. Prefiere los arbustos o el suelo para alimentarse. Se alimenta de semillas, insectos y frutos, y puede formar parejas o grupos reducidos.

## Distribución
Desde el sur de México hasta el norte de Perú. En México habita desde el norte de Oaxaca (al sur de Tuxtepec), a través del sur de Veracruz, Tabasco y Chiapas. A través del norte de Guatemala llega hasta el Mar Caribe, y a lo largo de esa costa se distribuye hacia el sur. No se ha registrado en El Salvador. En Costa Rica y Panamá alcanza ambas costas; de ahí pasa a Sudamérica, donde se distribuye en las selvas de la vertiente pacífica de Colombia, Ecuador y el norte del Perú.

## Reproducción
Se reproducen de abril a agosto. Construyen un nido sobre el suelo, un tronco o una oquedad. Es una estructura burda cubierta, elaborada a partir de hojas, raicillas, fibras y cubierto con frondas de helechos o Selaginella. Las hembras ponen dos huevos blancos con algunas pequeñas manchas pardas o negras.